# Гоманов, Кирилл Александрович
Кирилл Александрович Гоманов (бел. Кірыл Аляксандравіч Гоманаў; род. 17 февраля 2005, Витебск) — белорусский футболист, защитник клуба «Ислочь».

## Карьера

### «Ислочь»

#### Начало карьеры
Воспитанник футбольной академии «Витебска». Первым тренером футболиста был Виктор Николаевич Безмен. В возрасте 13 лет футболист присоединился к брестскому «Динамо», где продолжил выступать на юношеском уровне. В январе 2021 года футболист перешёл в брестский «Руха». В 2022 году футболист подписал с брестским клубом свой первый профессиональный контракт. Вместе с клубом футболист становился призёром юношеских первенств. В августе 2022 года футболист на правах свободного агента перешёл в «Ислочь», подписав двухлетний контракт. Дебютировал за клуб футболист 13 августа 2022 года в матче против брестского «Динамо», выйдя на замену на 86 минуте. В сентябре 2022 года футболист перестал вызываться в основную команду клуба, отправившись выступать за дублирующий состав. По итогу дебютного сезона футболист вместе с клубом завершил чемпионат на итоговом пятом месте.

#### Сезон 2023
В начале 2023 года футболист присоединился к основной команде клуба, вместе с которой приступил к подготовке к новому сезону. В апреле 2023 года футболист продлил с клубом контракт до коцна 2025 года. Первый матч в новом сезоне футболист сыграл 12 мая 2023 года против «Слуцка», выйдя на поле в стартовом составе. В мае 2023 года футболист на небольшой срок выбыл из-за травмы, вернувшись в расположение клуба в середине июня 2023 года. Первым результативным действием за клуб футболист отличился 24 июня 2023 года в матче против «Гомеля», отдав голевую передачу. По итогу сезона футболист вместе с клубом завершил чемпионат на итоговом четвёртом месте. На протяжении сезона футболист выступал за клуб преимущественно в роли игрока замены, отличившись своей единственной результативной передачей.

#### Сезон 2024
Новый сезон футболист начал 3 марта 2024 года с четвертьфинального матча Кубка Беларуси против «Витебска», выйдя на поле в стартовом составе и отличившись голевой передачей. Первый матч в чемпионате футболист сыграл 15 марта 2024 года против брестского «Динамо», выйдя на поле в стартовом составе. В полуфинальных матчах Кубка Беларуси футболист вместе с клубом победил жодинское «Торпедо-БелАЗ» и вышел в финал турнира. В финале Кубка Беларуси, который прошёл 25 мая 2024 года, футболист вместе с клубом уступили гродненскому «Неману» и стали серебряными призёрами турнира. Дебютным забитым голом за клуб футболист отличился 18 июня 2024 года в матче Кубка Беларуси против гомельского «Локомотива». В июле 2024 года футболист вместе с клубом отправился на квалификационные матчи Лиги конференций УЕФА, где по сумме матчей уступили сан-маринскому клубу «Ла Фиорита». По итогу сезона футболист вместе с клубом завершил чемпионат на итоговом седьмом месте. На протяжении сезона футболист выступал за клуб в роли одного из ключевых игроков, отличившись забитым голом и результативной передачей.

#### Сезон 2025
В декабре 2024 года футболист продлил контракт с клубом до конца 2026 года. Новый сезон футболист начал 5 марта 2025 года с четвертьфинального матча Кубка Беларуси, против гродненского «Немана». В ответной четвертьфинальной встрече 9 марта 2025 года по окончании основного времени перед серией пенальти «Ислочь» заменила вратаря, после чего клубу присудили техническое поражение. Первый матч в чемпионате футболист сыграл 14 марта 2025 года против мозырской «Славии», выйдя на поле в стартовом составе с капитанской повязкой, также отличившись своим первым забитым голом. В июне 2025 года появилась информация, что кипрский «Арис» сделал официальное предложение по трансферу футболиста, не исключив затем возможную аренду.

## Международная карьера
В октябре 2023 года футболист получил вызов в юношескую сборную Беларуси на учебно-тренировочный сбор. В ноябре 2023 года футболист вместе со сборной отправился на квалификационные матчи юношеского чемпионата Европы. Дебютировал за сборную футболист 15 ноября 2023 года в матче против сборной Греции. В марте 2024 года футболист получил вызов в молодёжную сборную Беларуси. Дебютировал за сборную футболист 5 июня 2024 года в товарищеском матче против сборной Мальты. 